# Давудов, Шамиль Хайбулаевич
Шамиль Хайбулаевич Давудов (25 апреля 1995, с. Хуштада, Цумадинский район, Дагестан, Россия) — российский регбист, хукер команды «Стрела». Багвалинец по национальности.

## Биография
Окончил Дагестанский государственный педагогический университет.
До регби занимался многими игровыми видами спорта на любительском уровне.
С 2019 по 2020 год выступал за краснодарский регбийный клуб «Кубань».
В 2020 году перешёл в казанскую «Стрелу».
В июле 2021 года был вызван в состав сборной России на матч чемпионата Европы против Португалии в Нижнем Новгороде, в котором и дебютировал.

## Достижения
- Чемпион России студенческой лиги 2014/2015
- Чемпион Высшей лиги по регби-15 2018